# 马衙街道
马衙街道，是中华人民共和国安徽省池州市贵池区下辖的一个乡镇级行政单位。九华天池风景区位于境内。

## 行政区划
马衙街道下辖以下地区：
滨河社区、碧山社区、峡山社区、杨安社区、齐山社区、金山村、马衙村、茶山村、童铺村、灵芝村、大路村、白沙村和顺利村。